# Agrostis lechleri
Agrostis lechleri é uma espécie de gramínea do gênero Agrostis, pertencente à família Poaceae.